# Tetreuaresta bartica
Tetreuaresta bartica es una especie de insecto del género Tetreuaresta de la familia Tephritidae del orden Diptera.

## Historia
Bates la describió científicamente por primera vez en el año 1933.